# Llei de Weber
La llei de Weber  és una llei d'escalament psicofísic directament relacionada amb l'estudi de la percepció.
Ernst Heinrich Weber va formular aquesta llei que duu el seu nom i que estableix, a partir dels mètodes psicofísics que ell va inventar, la possibilitat del càlcul d'un llindar mínimen la percepció física, tot influït per Johann Friedrich Herbart.
La llei de weber es formula dient que l'increment de la magnitud que ha d'experimentar un estímul perquè el subjecte percebi que s'ha produït un canvi és una proporció constant de la seva magnitud inicial:
{\displaystyle K={\mathcal {4}}I/E}
on  K  és la proporció constant anomenada constant de Weber,  {\displaystyle {\mathcal {4}}I}  és l'increment mínim que un estímul ha d'experimentar en la seva magnitud física respecte de la magnitud inicial, que seria  I .
Aquesta llei va ser reformulada per Fechner a la llei de Weber-Fechner.